# 大门艺
大门艺（?—?），渤海国宗室大臣。大氏。渤海高王大祚荣之次子，武王大武艺之同母弟。
唐中宗神龙元年（705年），奉大祚荣命随唐使张行岌朝贡唐朝，充质子至长安留侍宿卫。
唐玄宗开元元年（713年），大门艺回国，于是熟知唐朝情势。渤海武王仁安七年（726年，唐玄宗开元十四年），黑水靺鞨遣使朝唐，唐朝在黑水靺鞨地区置黑水州都督府。武王大武艺认为黑水靺鞨违背惯例，未事先通告渤海，害怕黑水靺鞨与唐朝同谋夹攻渤海，于是渤海背叛唐朝，派大门艺与舅父任雅发兵击黑水靺鞨。
由於大門藝深知唐之强盛，以此举必将招祸，坚决反对，力谏大武艺，称「黑水請吏於唐，而我以其故擊之，是叛唐也。唐，大國也。昔高麗全盛之時，強兵三十餘萬，不遵唐命，掃地無遺。況我兵不及高麗什之一二，一旦與唐為怨，此亡國之勢也。」大武艺不从，兵发至黑水靺鞨境，大门艺又写信力谏。大武艺大怒，派遣其從兄大壹夏取代大门艺领兵，大武艺拟召殺掉大门艺。大门艺遭到排挤，恐被害，遂弃其众，间道奔唐，逃至长安。受唐玄宗保护，唐玄宗授其为左骁卫将军。大武艺遣使上表大门艺的罪狀請唐玄宗殺之，玄宗不听。
唐玄宗私下把大門藝派遣到安西都護府，留下渤海國的使者，另外遣人通報稱已流放大門藝至嶺南。但大武藝還是知道大門藝還活著，於是上表稱：「大國當示人以信，豈得為此欺誑？」還是請求殺大門藝。唐玄宗以鴻臚少卿李道邃、源復等人不能督察官屬，以致消息有洩漏，相關官員被降職。所以暫遣大門藝去嶺南以報之。
仁安十三年（732年，唐玄宗开元二十年），大武艺出兵袭扰唐朝，仁安十四年（733年，唐玄宗开元二十一年），大门艺与左领军将军葛福顺被唐玄宗派往幽州征兵反击。大武艺非常怨恨大门艺，又派人到洛阳天津桥南刺杀大门艺，未遂。唐玄宗诏捕刺客，全部诛杀。后大门艺继续留唐，没有回到渤海国。